# Andreevfjellet
Andreevfjellet är ett berg i Antarktis. Det ligger i Östantarktis. Norge gör anspråk på området. Toppen på Andreevfjellet är 2 320 meter över havet.
Terrängen runt Andreevfjellet är kuperad åt sydost, men åt nordväst är den platt. Trakten är obefolkad. Det finns inga samhällen i närheten. 